# Six Flags Great Adventure
Six Flags Great Adventure is een attractiepark in Jackson in de Amerikaanse staat New Jersey. Het park bestaat uit een pretpark, een Wild Safari gedeelte, en een waterpark, Hurricane Harbor. Het park is in bezit van de Six Flags groep. Six Flags Great Adventure is bekend omwille van zijn rollercoasters. Enkele bekende achtbanen zijn: Nitro, Bizarro, The Great American Scream Machine, Rolling Thunder, Batman: The Ride en Superman: Ultimate Flight. De hoogste en op een na 's werelds snelste coaster stond in dit park: Kingda Ka. Het park staat met 72 attracties in het Guinness Book of Records als 'Pretpark met de meeste attracties'.

## Geschiedenis
- 1972 - Warner LeRoy plande om een groot amusementscomplex te bouwen dat aansloot op de natuur. Hij wilde dit verdelen in 7 zones: een waterpark, een pretpark, een safaripark, een natuurpark, een show-park, een sportcomplex, een camping en een winkelcomplex. Deze zones moesten op elkaar aansluiten en ook bereikbaar zijn voor hotels. Hij wilde een boot-, trein- en monorailverbinding met het park.
- 1974 - Het pretpark The Enchanted Forest en het safaripark zijn klaar op 1 juli 1974. Ze krijgen een officiële opening op Independence Day. Bij de opening had het park al enkele records verbroken voor die tijd. Ze hadden het grootste reuzenrad, de langste boomstamattractie en de grootste heteluchtballon ter wereld.

Van bij de opening had het park al een achtbaan, Runaway Mine Train en 25 andere attracties.
- 1975 - Het pretpark krijgt een nieuwe naam, Great Adventure en de oude zone Fun Fair krijgt de naam Enchanted Forest. Het park bouwde voor het nieuwe seizoen drie nieuwe coasters waarvan er twee openden. De derde coaster werd wel gebouwd maar werd aan het einde van het seizoen alweer afgebroken.
- 1976 - De ingang van het park wordt verplaatst. Ze wordt opnieuw gebouwd op een centralere locatie en is nog steeds de ingang van het park tot op heden.
- 1977 - Het park wordt eind dit jaar doorverkocht aan de Six Flags groep. Six Flags besloot om meer nieuwe attractie te bouwen.
- 1978 - De nieuwe achtbaan Lightning Loops opent. Het is een stalen achtbaan met een vrij simpel parcours.
- 1979 - Het park opent alweer een nieuwe achtbaan. Rolling thunder, een houten achtbaan.
- 1981 - Er wordt een nieuwe attractie ingehuldigd, Roaring Springs, een waterattractie. (Nu Congo Rapids)
- 1983 - Er wordt een nieuwe vrije-valattractie in gebruik genomen.
- 1984 - Alweer wordt een nieuwe achtbaan geopend, Sarajevo Bobsled. Het park sluit ook de kleinere achtbaan Lil' Thunder en verwijdert deze uit het park.
- 1986 - Six Flags ziet de mogelijkheid om een nieuwe loopingachtbaan te introduceren en hiermee wordt Ultra Twister de vijfde achtbaan in het park. Ook opent het park zijn nieuwe waterattractie, Splashwater Falls. (Nu Movie Town Water Effect)
- 1988 - Het park zit opnieuw met slechts vier achtbanen na het verwijderen van de bobsleeachtbaan.
- 1989 - In april opent het park zijn nieuwe aanwinst, de achtbaan Great American Scream Machine. Hiermee zijn er opnieuw vijf achtbanen aanwezig en het park had ook één maand lang de grootste achtbaan ter wereld.
- 1990 - Het park wisselt van achtbanen met de parken Six Flags Magic Mountain en Six Flags Astroworld. Shockwave wordt geïntroduceerd en Ultra Twister wordt overgeplaatst en wordt in Astroworld geopend in 1991.
- 1991 - Ditmaal bouwt het park enkele "droge" waterattracties. Hierin worden de bezoekers wel nat maar ze mogen wel zelf kiezen of ze zwemkledij of gewone kledij aandoen. Six Flags was nu eigendom van de Time Warner company.
- 1992 - Er worden twee nieuwe zones ingericht: Gotham City en Movietown USA. De nieuwe Batman-stuntshow wordt ingehuldigd. Lightning Loops begint aan de laatste maanden van zijn bestaan. Na de eerste helft van het seizoen wordt de attractie gesloten en afgebroken. Hierna wordt de andere achtbaan Shockwave ook afgebroken omdat deze moet wijken voor Batman the Ride, die werd geruild voor Shockwave met Six Flags Astroworld. Daar wordt Shockwave omgevormd tot Batman the Escape.
- 1993 - Batman the Ride wordt geopend. De attractie is afkomstig van B&M en brengt het aantal achtbanen terug op vier.
- 1994 - Het park introduceert een bewegingssimulator. De oorspronkelijke film was een vliegfilm maar deze werd tijdens de herfstmaanden vervangen door een Halloween-getinte film. Later werden er onder andere een dinosaurusfilm en een 3D-dinofilm in getoond. Nu wordt de Spongebobfilm gebruikt.
- 1995 - Het park verwerft een nieuwe achtbaan: Viper. Deze achtbaan leek op Ultra Twister en werd ook gebouwd op de vroegere plek van deze attractie.
- 1996 - Er wordt opnieuw een achtbaan geopend, Skull Mountain. Dit is een overdekte junior stalen achtbaan.
- 1997 - De nieuwe achtbaan, Batman en Robin: The Chiller, wordt geopend. Deze was echter alleen de eerste dag open en vertoonde hierna vele mankementen. Hij werd af en toe nog gebruikt in dit seizoen.
- 1998 - De achtbaan die in 1997 was gebouwd is nu operationeel en wordt als headbanger gebruikt omdat deze nogal stroef liep. Ook werden vele normale attracties met de grond gelijk gemaakt.
- 1999 - Na de verwijdering van de grondattracties moest het park ook weer nieuwe attracties bouwen. Dit deed het ook maar het introduceerde ook twee nieuwe achtbanen: Blackbeard's Lost Treasure Train en Medusa. De laatste was de topattractie omdat deze een vloerloze achtbaan was, geconstrueerd door Bolliger & Mabillard.
- 2000 - Er wordt een nieuw waterpark gebouwd, Hurricane Harbor, volledig gescheiden van het pretpark, en met een eigen ingang.
- 2001 - Opnieuw wordt een top-achtbaan aan het park toegevoegd, Nitro. Deze achtbaan was 70m hoog en had geen loopings. Dit type heet een hypercoaster en was gebouwd door B&M. Viper blijft het hele jaar buiten gebruik.
- 2002 - Batman en Robin: The Chiller krijgt een grondige opknapbeurt. De achtbaan krijgt nieuwe treinen zodat ze soepeler rijdt.
- 2003 - Dit jaar wordt een kopie gemaakt van een achtbaan uit Great America en Over Georgia. Deze achtbaan krijgt de naam Superman: Ultimate Flight. Ook worden de voorbereidingen getroffen voor de bouw van Kingda Ka.
- 2004 - Het park stelt officieel zijn nieuwste aanwinst voor, Kingda Ka. De attractie zal pas volgend seizoen openen.
- 2005 - Op 20 mei 2005 wordt de allereerste rit met bezoekers gedaan op de nieuwste attractie, Kingda Ka. De attractie is de allerhoogste en snelste achtbaan ter wereld. Dit jaar ontmantelde het park Viper.
- 2006 - El Toro maakt zijn intrede. De achtbaan staat op de plaats van de vroegere Viper.
- 2007 - De 0-G-rollen in Batman en Robin: The Chiller worden vervangen door gewone stukken. De attractie krijgt technische problemen en wordt definitief gesloten op 28 juni 2007. De ontmanteling begon in september.
- 2010 - The Great American Scream Machine sluit om plaats te maken voor Green Lantern.
- 2011 - Green Lantern opent op de plaats van The Great American Scream Machine.
- 2012 -  Op 23 mei 2012 opende Six Flags Great Adventure SkyScreamer als uitbreiding van het nieuwe Adventure Alley gedeelte in het park.
- 2013 - Rolling Thunder wordt gesloopt om plaats te maken voor de wachtrij van Zumanjaro: Drop of Doom. Het stuk baan onder de remmen van El Toro is als enige baandeel niet verwijderd.
- 2014 - Zumanjaro: Drop of Doom wordt gebouwd tegen Kingda Ka aan. De attractie is de hoogste en snelste droptoren ter wereld.
- 2015 - Nabij El Toro opent het park El Diablo, een Larson Giant Loop.
- 2016 - The Joker opent zijn deuren voor het publiek.
- 2017 - In 2017 opent Justice League: Battle for Metropolis 4D, met een van de eerste virtuele loopings. De attractie gebruikt een deel van het oude gebouw van the Chiller als decor.
- 2018 - Amerika's eerste Tourbillon thrill ride wordt geopend met de naam Cyborg Cyber Spin.
- 2019 - Wonder Woman Lasso of Truth, 's werelds grootste schommelattractie opent voor het publiek.
- 2024 - Eind 2024 begonnen geruchten te circuleren dat Kingda Ka na het seizoen van 2024 permanent zou sluiten, hoewel het park dit niet had bevestigd. Op 14 november 2024 bevestigde Six Flags Great Adventure dat de attractie definitief was gesloten. Kingda Ka werd verwijderd om plaats te maken voor een nieuwe "meerdere records brekende lanceerachtbaan" die naar verwachting in 2026 zal openen.

Het park heeft ook enkele minpuntjes. Door zijn ligging tussen twee metropolen heeft het park vrijwel dagelijks enorme hoeveelheden bezoekers. Aan bijna elke attractie kunnen de wachtrijen oplopen tot meer dan 2 uur.
Het park zelf heeft geen hotels of motels en is daarom nog vrij rustig in de morgen. Ochtendbezoekers kunnen meer attracties doen voor 13.00 uur dan tussen 13.00 uur en 21.00 uur.
Het park heeft ervoor gezorgd dat bijna alle attracties (behalve Kingda Ka) werken bij slecht weer. Er is echter één voorwaarde, het mag niet onweren.

## Parkongevallen
Er zijn enkele opmerkelijke ongelukken gebeurd in Great Adventure die leidden tot de dood van medewerkers en bezoekers.
Op 16 augustus 1981 viel een 20-jarige medewerker van de attractie Rolling Thunder tijdens een testrit. Volgens het park was dit zijn eigen fout. De achtbaan heropende de dag nadien.
Het ergste ongeval gebeurde op 11 mei 1984 toen acht tieners stierven in een brand in de attractie Haunted Castle. Volgens Ocean County Prosecutor's Office is het vuur ontstaan doordat een bezoeker zijn aansteker in de attractie gebruikte om zijn weg te vinden. Hierdoor ontvlamde een schuimrubberen wand die diende om de bezoekers te beschermen. Ook raakte een van de nooduitgangen geblokkeerd.
Na de brand gebeurden er nog enkele zware ongevallen die doden eisten.

## Zones
- Main Street
- Fantasy Forest
- Lakefront
- Movie Town
- Boardwalk
- Frontier Adventures
- Looney Tunes Seaport
- Bugs Bunny National Park
- Plaza del Carnaval
- Wiggles World

## Attracties
| Naam                             | Type              | Bouwer               | Jaar van opening |
| -------------------------------- | ----------------- | -------------------- | ---------------- |
| Batman: The Ride                 | Stalen achtbaan   | Bolliger & Mabillard | 1993             |
| Blackbeard's Lost Treasure Train | Stalen achtbaan   | Zierer               | 1999             |
| The Dark Knight Coaster          | Stalen achtbaan   | MACK Rides           | 2008             |
| El Toro                          | Houten achtbaan   | Intamin AG           | 2006             |
| Bizarro                          | Stalen achtbaan   | Bolliger & Mabillard | 1999             |
| Nitro                            | Stalen achtbaan   | Bolliger & Mabillard | 2001             |
| Road Runner Railway              | Stalen achtbaan   | Zamperla             | 1999             |
| Runaway Mine Train               | Mijntreinachtbaan | Arrow Dynamics       | 1974             |
| Skull Mountain                   | Stalen achtbaan   | Intamin AG           | 1996             |
| Superman: Ultimate Flight        | Stalen achtbaan   | Bolliger & Mabillard | 2003             |
| Joker                            | Stalen achtbaan   | S&S Worldwide        | 2016             |

| Naam                              | Type            | Bouwer                 | Jaar van opening Jaar van sluiting |
| --------------------------------- | --------------- | ---------------------- | ---------------------------------- |
| Alpen Blitz                       | Stalen achtbaan | Anton Schwarzkopf      | 1976 - 1978                        |
| Batman and Robin: The Chiller     | Stalen achtbaan | Premier Rides          | 1998 - 2008                        |
| Big Fury                          | Stalen achtbaan | Intamin AG             | 1974 - 1977                        |
| Jumbo Jet                         | Stalen achtbaan | Anton Schwarzkopf      | 1975 - 1977                        |
| Lightnin' Loops                   | Stalen achtbaan | Arrow Dynamics         | 1975 - 1992                        |
| Lil' Thunder                      | Stalen achtbaan | Herschell              | 1975 - 1983                        |
| Alpine Bobsled                    | Stalen achtbaan | Intamin AG             | 1984 - 1988                        |
| Batman The Escape                 | Stalen achtbaan | Intamin AG             | 1990 - 1992                        |
| The Great American Scream Machine | Stalen achtbaan | Arrow Dynamics         | 1989 - 2010                        |
| Ultra Twister                     | Stalen achtbaan | TOGO                   | 1986 - 1988                        |
| Viper                             | Stalen achtbaan | TOGO                   | 1995 - 2004                        |
| Wild Rider                        | Stalen achtbaan | Anton Schwarzkopf      | 1978 - 1982                        |
| Rolling Thunder                   | Houten achtbaan | Don Rosser & Bill Cobb | 1979 - 2013                        |
| Kingda Ka                         | Stalen achtbaan | Intamin AG             | 2005 - 2024                        |
| Green Lantern                     | Stalen achtbaan | Bolliger & Mabillard   | 2011 - 2024                        |

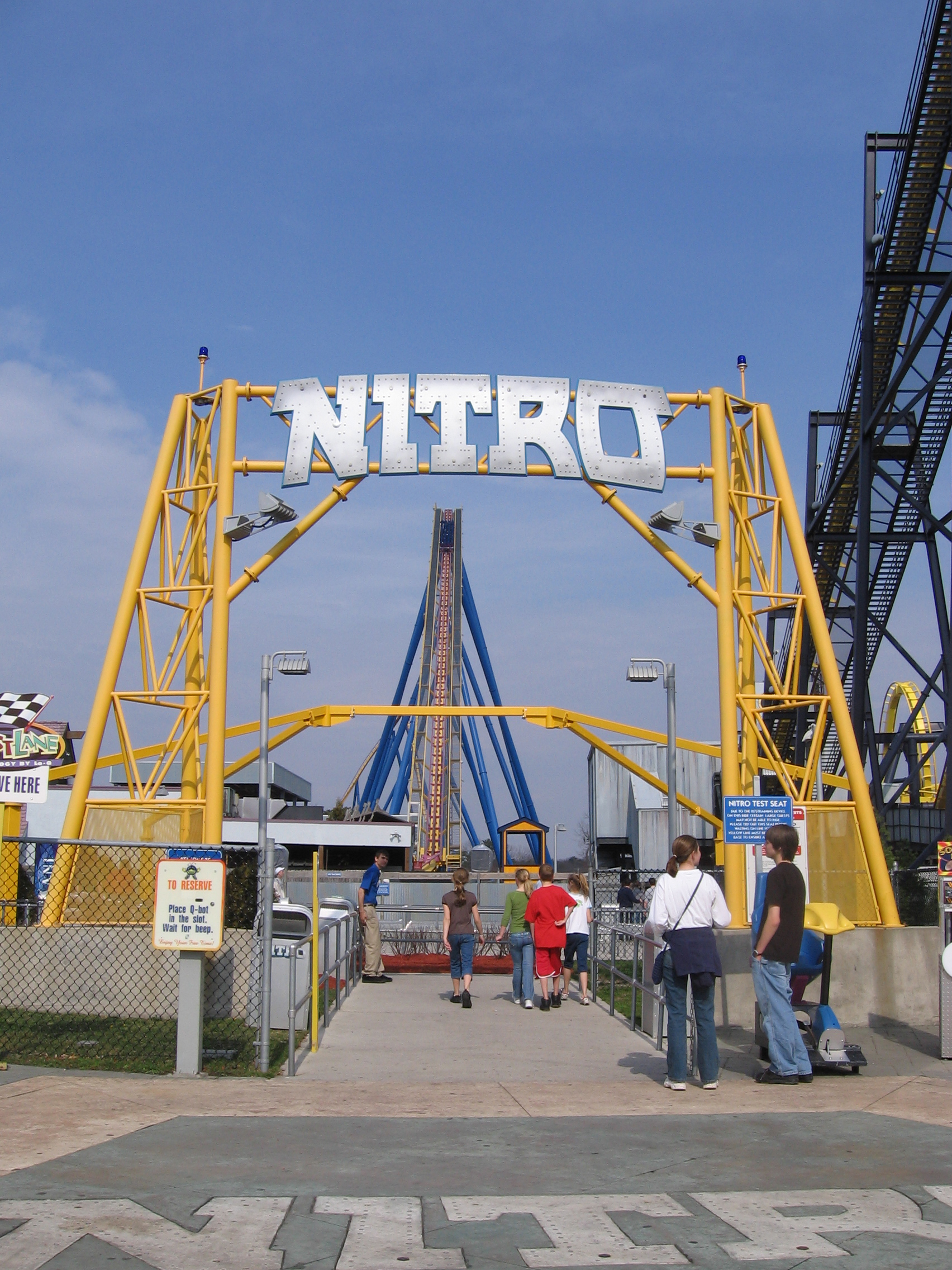
Ingang van Nitro
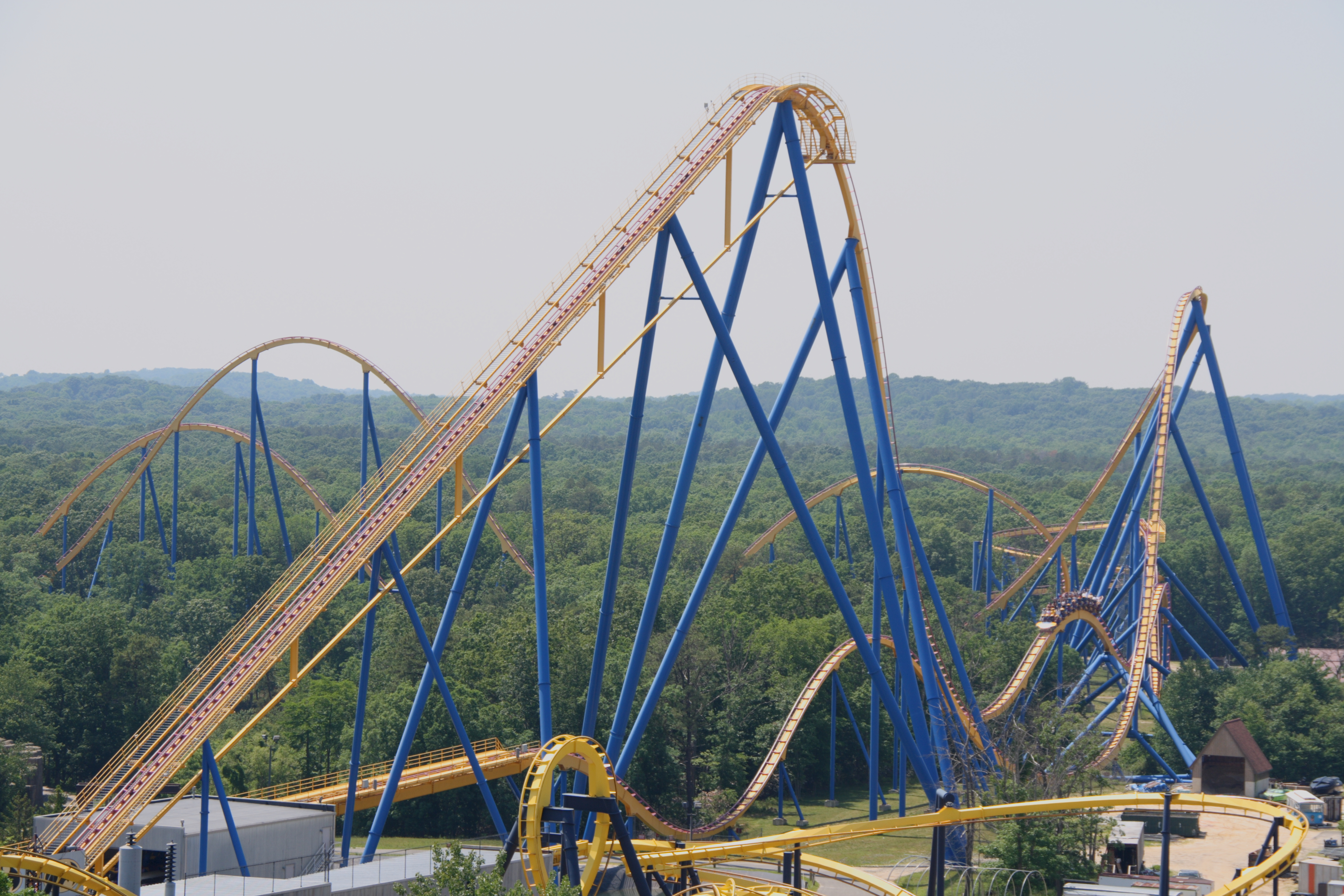
Baan van Nitro
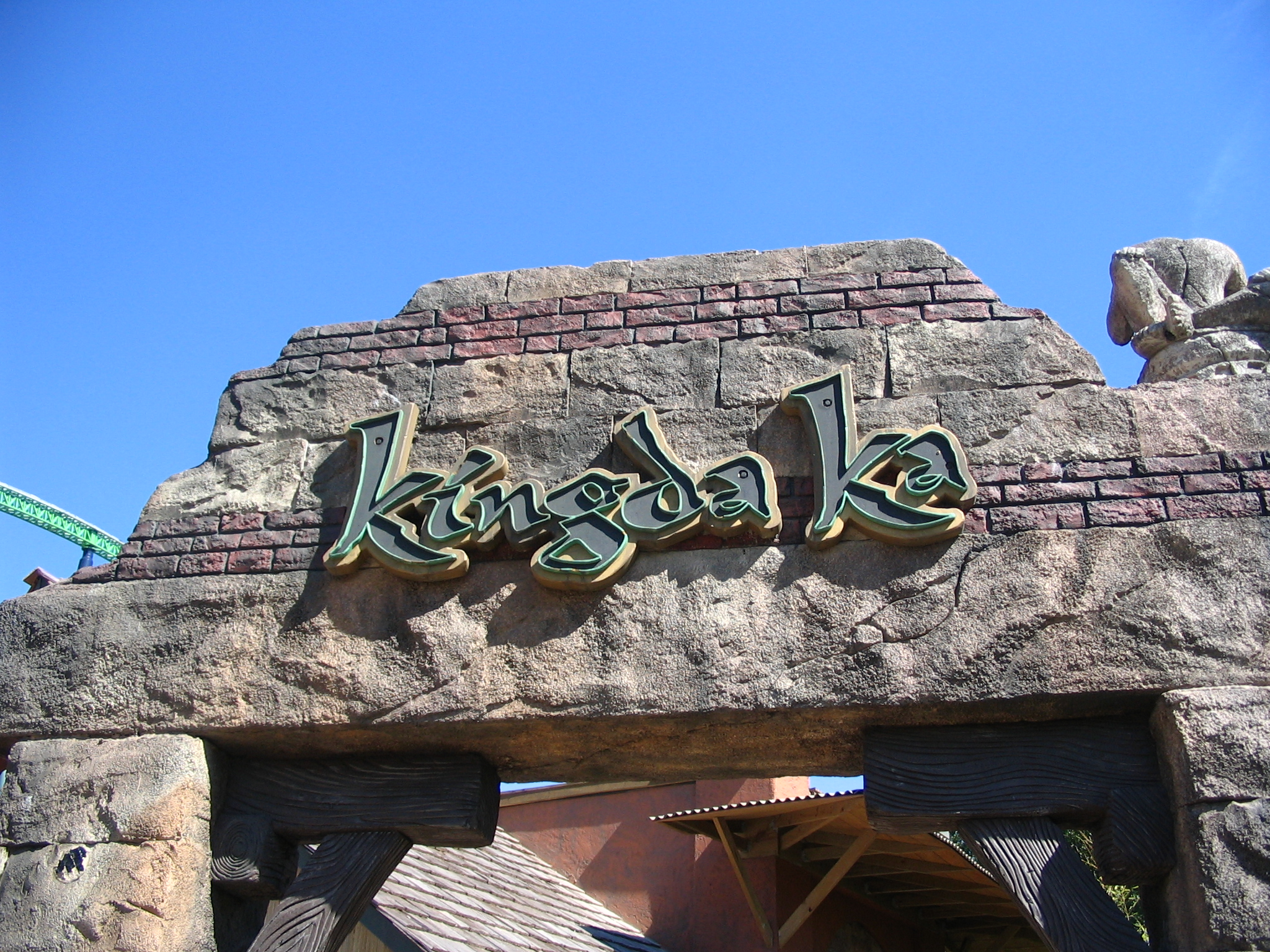
Ingang van Kingda Ka
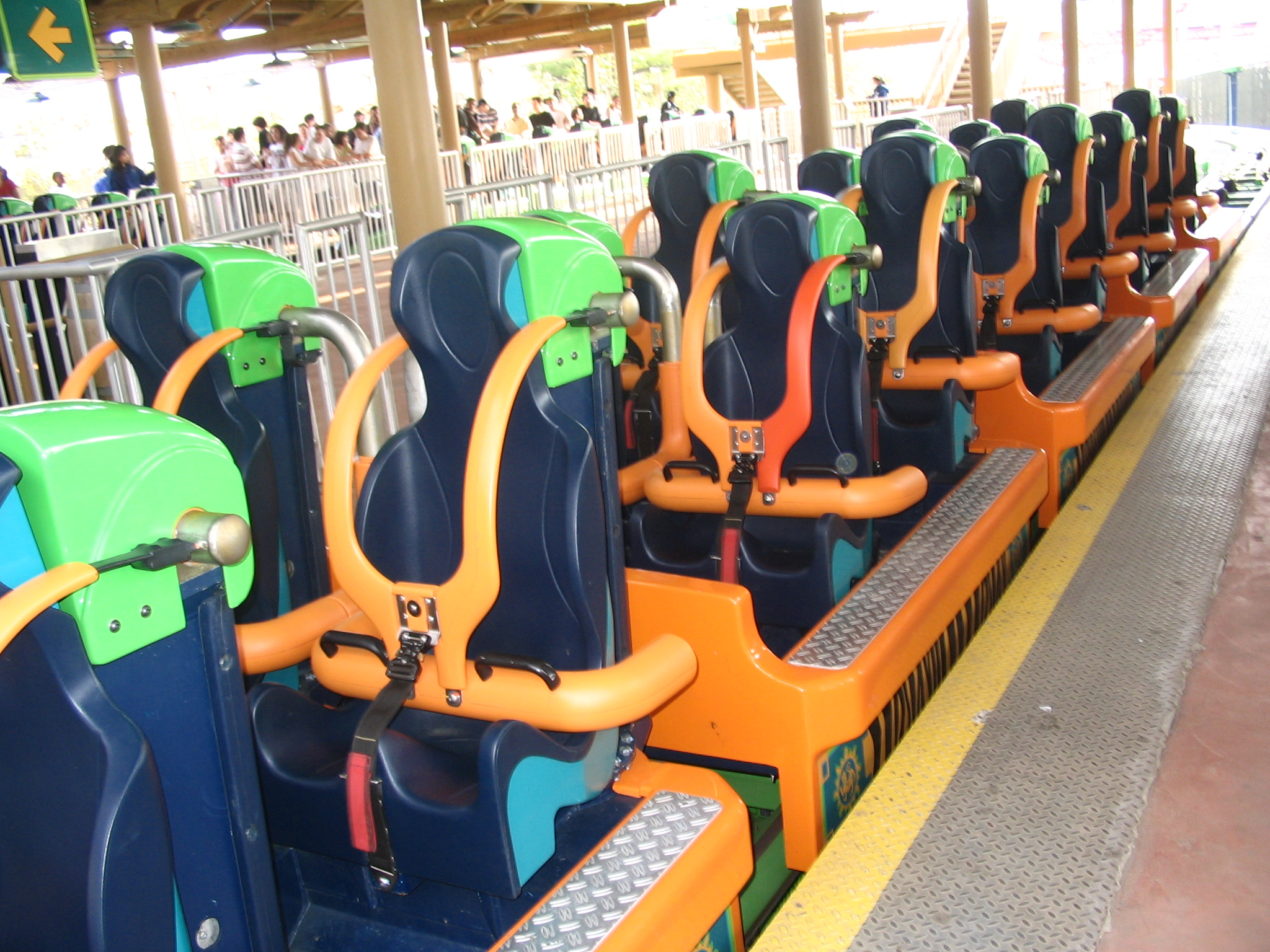
Treinen van Kingda Ka
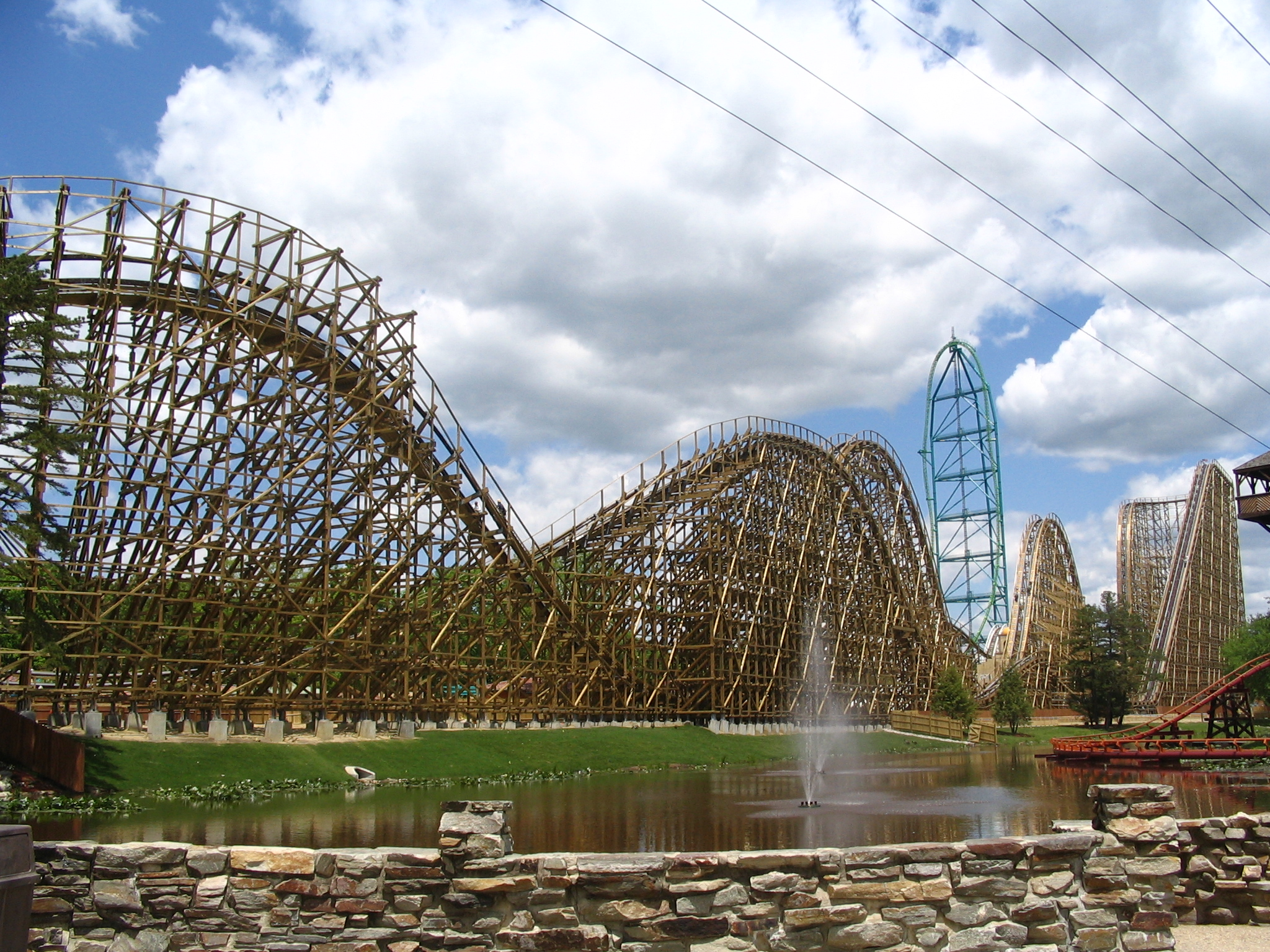
Baan van El Toro
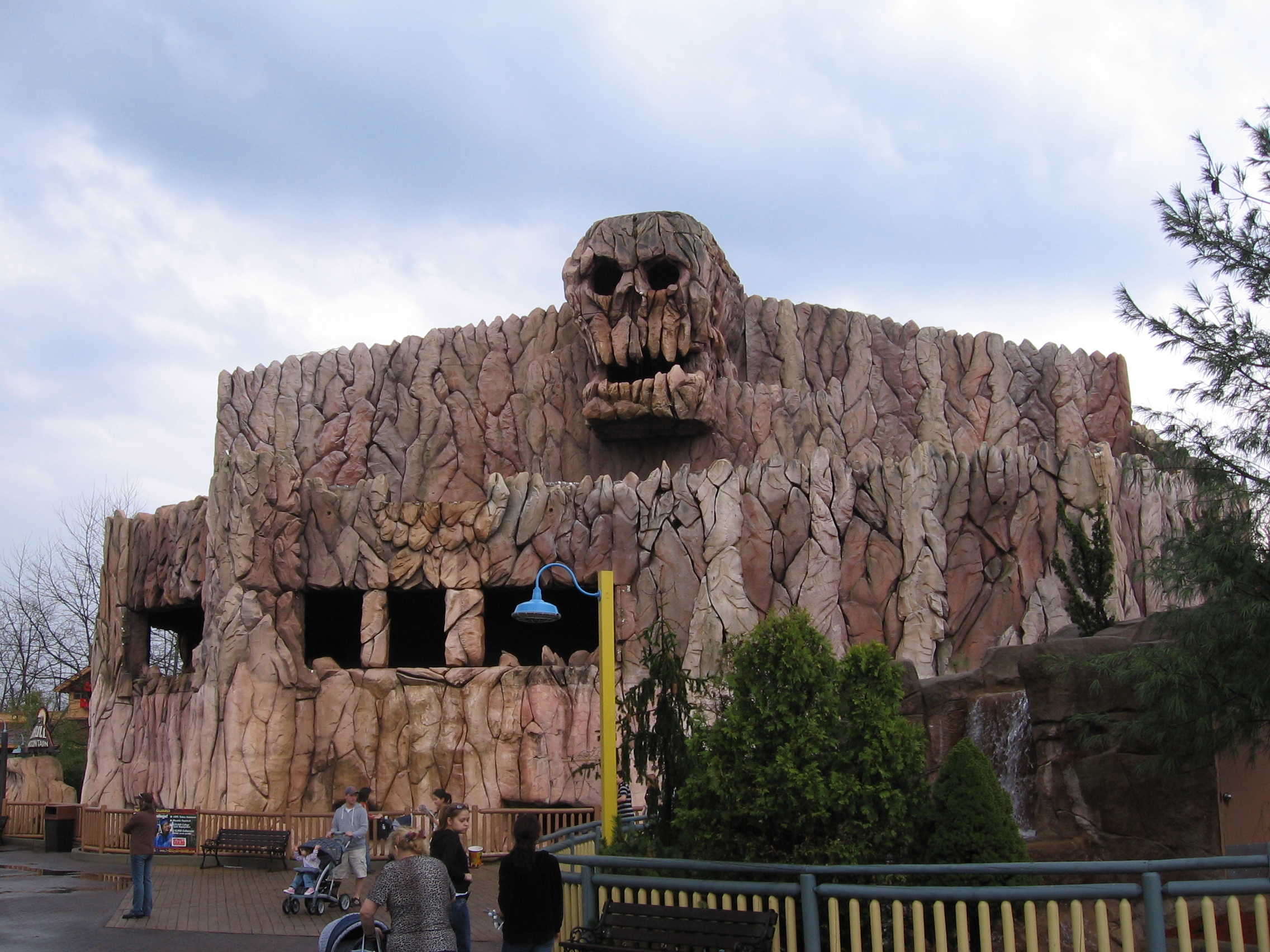
Gebouw van de achtbaan Skull Mountain
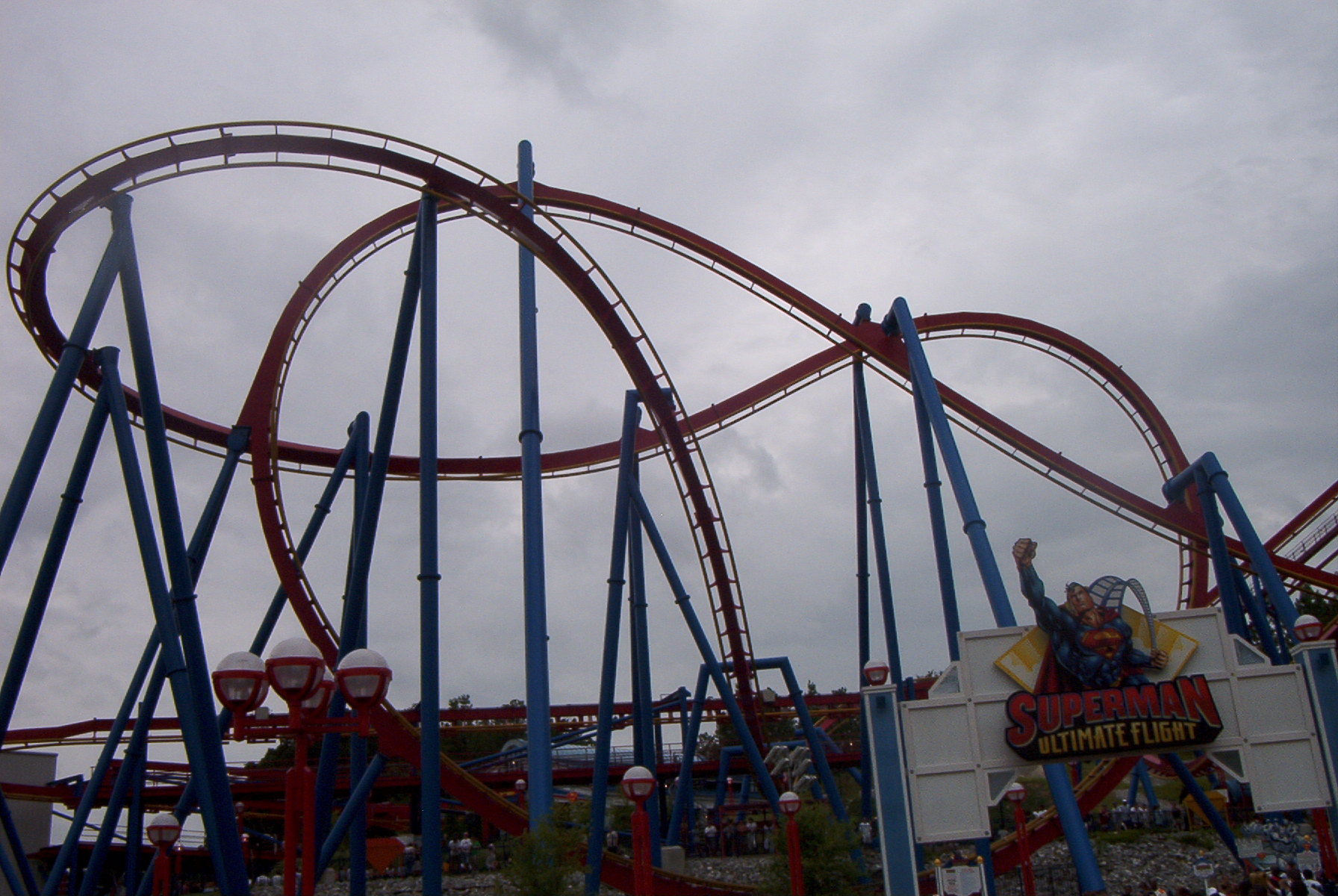
Superman Ultimate Flight